# Kisjeszen
Kisjeszen (szlovákul Dolné Jaseno, vagy Malé Jaseno) Turócjeszen településrésze, korábban önálló falu Szlovákiában, a Zsolnai kerületben, a Turócszentmártoni járásban.

## Fekvése
Turócszentmártontól 6 km-re délkeletre fekszik, a mai Turócjeszen északi részét képezi.

## Története
A XIII. században nemességet kapott kisjeszeni Jeszenszky család ősi fészke.
Kisjeszent, vagy másként Alsójeszent 1249-ben említik először, amikor IV. Béla király a birtokot szolgálataikért Tamásnak, Mártonnak és Bénynek adta. 1374-ben „Parva Jezen”,  1443-ban „Kysjesen”, 1456-ban „Kyssyezen”, 1477-ben „Parwa Jessen” néven említik. Nemesi község volt, ahol több nemesi kúria is állt és a falu az egyes kúriákhoz tartozó részekre oszlott. 1488-ban Mátyás király adománylevelet bocsát ki a kisjeszeni birtokra Mátyás, János és György részére. A Paulovits és Jambrovszky családok kaptak itt címeres levelet, akik ettől kezdve a Jeszeni előnevet használták. A 17. században 3 kúria állt a településen. 1773-ban „Kis Jeszen” alakban említik a korabeli források. 1785-ben 53 házában 230 lakos élt.
A 18. század végén Vályi András így ír róla: „JESZEN. Nagy, és Kis Jeszen, Jeszenova. Tót faluk Túrocz Várm. földes Ura Jeszenszky Uraság, lakosai katolikusok, fekszenek Neczpálhoz 3/4 mértföldnyire, Sz. Helenának filiája, IV. Bela alatt Terra Obusknak neveztetett. Földgye közép nemű, réttye kétszer kaszáltatik, legelője elég, almás, szilvás, és méhes kertyei vannak.”
1828-ban 60 háza és 322 lakosa volt, akik főként mezőgazdasággal foglalkoztak.
Fényes Elek 1851-ben kiadott geográfiai szótárában így ír a faluról: „Jessen (Kis), tót falu, Thurócz vmegyében, Sz. Mártonhoz keletre 1/2 mfldnyire. Táplál 12 kath., 310 evang. lakost.”
1910-ben 304, túlnyomórészt szlovák lakosa volt. A trianoni diktátumig Turóc vármegye Turócszentmártoni járásához tartozott.
1974-ben egyesítették Nagyjeszennel.

## Külső hivatkozások
- Kisjeszen a térképen

## Lásd még
- Turócjeszen
- Nagyjeszen